# Jaera terias
Jaera terias é uma espécie de borboleta descrita por Frederick DuCane Godman em 1904. Jaera terias faz parte do gênero Jaera e família lycaenidae.